# Ratnapura
Ratnapura (Singalees: Ratnapura; Tamil: Irattiṉapuri) is een plaats in Sri Lanka en is de hoofdplaats van de provincie Sabaragamuwa en van het district Ratnapura.
Ratnapura telde in 2001 bij de volkstelling 46.309 inwoners.
Een grote meerderheid van de bevolking is Singalees, met een belangrijke minderheid van Tamils.
Sinds 1995 is Ratnapura de zetel van een rooms-katholiek bisdom.